# Balhuticaris voltae
Balhuticaris voltae (Балхутикарис, Балхутакарис) — ископаемое кембрийское членистоногое из сланцев Бёрджес. 

## Открытие
Открыт в 2022 году в сланцах Бёрджес. Обнаружены 11 экземпляров.

## Название
Балхут — мифическая рыба, на которой стоит бык Куйата, на котором лежит Земля. Карис по-латыни означает «креветка», отсюда же аномалокарис (аномальная креветка) и нектокарис (плавающая креветка). Voltae происходит от каталанского слова volta, означающего свод и указывающего на форму панциря.

## Описание
Длина — 24,5 см. Тело состоит из 110 сегментов, имеются 220 конечностей. Обитал и у дна, и в толще воды, вероятно, плавал вверх ногами.

## Классификация
Balhuticaris voltae отнесён к группе Hymenocarina — ранних членистоногих из кембрия. Наиболее тесно он связан с Odaraia и её родственниками.